# Tibro (Gemeinde)
Koordinaten: 58° 25′ N, 14° 9′ O

Tibro ist eine Gemeinde (schwedisch kommun) in der schwedischen Provinz Västra Götalands län und der historischen Provinz Västergötland. Hauptort der Gemeinde ist Tibro.

## Geschichte
Vor der Zusammenlegung von Älvsborgs län, Skaraborgs län und Göteborgs och Bohus län zu Västra Götalands län gehörte Tibro zur Provinz Skaraborgs län.

## Wirtschaft
Die Gemeinde ist bekannt für ihre Möbelindustrie, da sich hier etwa 80 Unternehmen aus der Branche befinden. Durch die Nähe zu Skövde, das nur 18 Kilometer entfernt liegt, pendeln viele Arbeitnehmer auch dorthin.

## Orte
Beide Orte sind Ortschaften (tätorter):
- Fagersanna
- Tibro

## Persönlichkeiten
- Rosa Taikon (1926–2017), schwedisch-romanesische Silberschmiedin und Bürgerrechtlerin